# شارل ازناوور می‌خواند… شارل ازناوور
شارل اَزناوور می‌خواند … شارل اَزناوور (به فرانسوی: Charles Aznavour chante... Charles Aznavour) نخستین آلبوم استودیویی از خواننده اهل فرانسه شارل ازناوور می‌باشد. این آلبوم در دسامبر ۱۹۵۳ منتشر شد.

## فهرست ترانه‌ها
- خواب و خمیازه
- خوابیده روی علفزار
- مسموم
- لولو رو فراموش کن
- وقتی او می‌خواند
- اگر من یک پیانو داشتم
- بیا
- میکی
- جزبل
- پوکر
- آبی همچون چشمان تو